# Tolli (Estonie)
Pour le peintre islandais, voir Tolli (peintre).
Tolli est un village estonien situé dans la commune de Märjamaa, dans le comté de Rapla. Son nom allemand était Pargenthal.